# Ketch

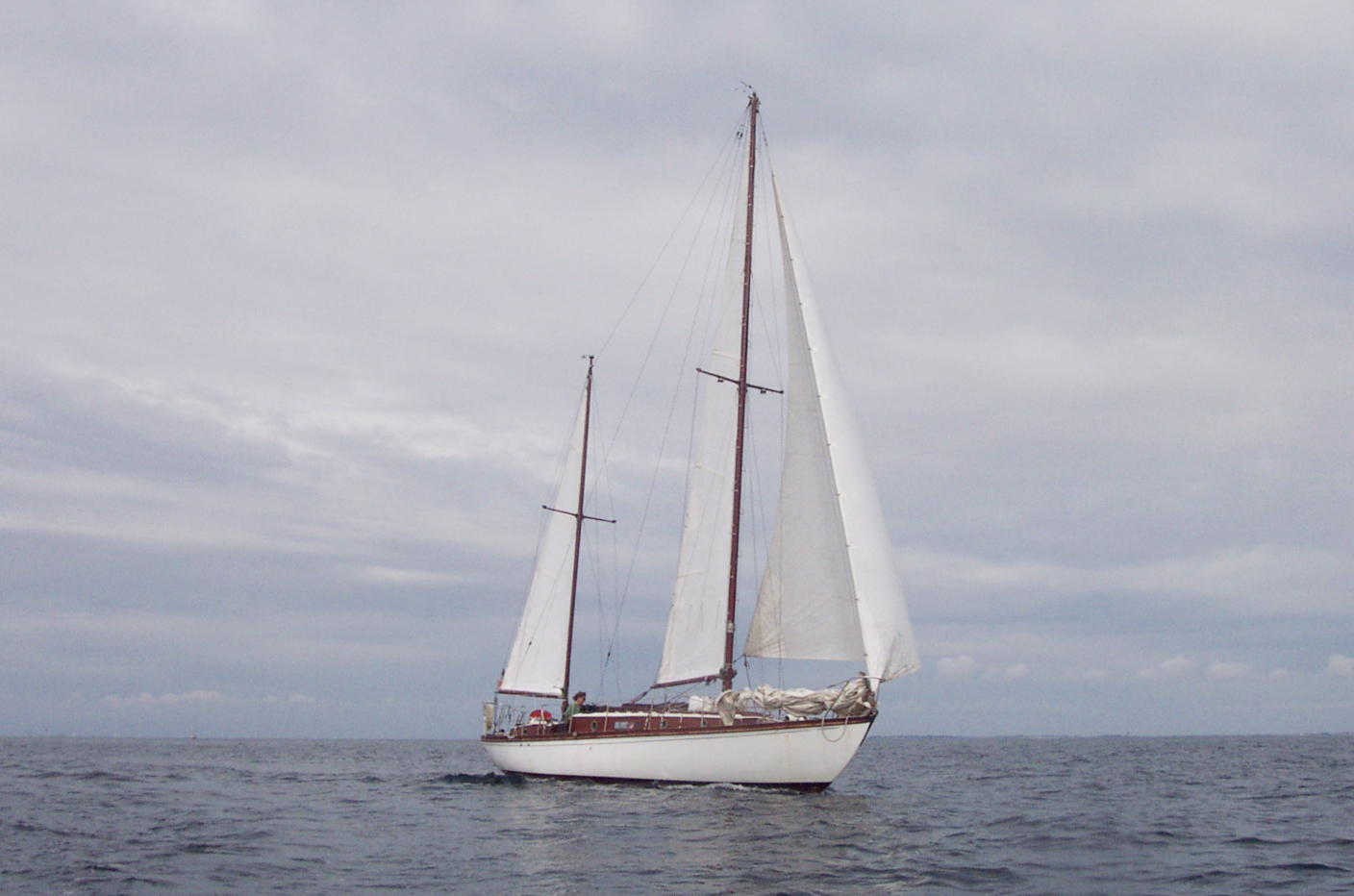
Ketch

Esquema geral de um Ketch

Um ketch é um tipo de veleiro com dois mastros: um mastro principal e um mastro de mezena, menor. O mastro principal está equipado com duas vela. Diferencia-se do yawl pela maior altura do mastro de mezena e por este se situar à frente (à vante) da roda do leme.